# Aldo Signoretti
Aldo Signoretti (* 1953/54) ist ein italienischer Friseur.

## Karriere
Er ist seit Anfang der 1970er-Jahre in diesem Beruf in der Filmbranche tätig. Seine Ausbildung geschah durch Manlio Rocchetti sowie in Zusammenarbeit mit Piero Tosi an den Sets von Luchino Visconti.
Signoretti ist für sein Wirken viermal für den Oscar nominiert worden. Das erste Mal gemeinsam mit Maurizio Silvi für den Film Moulin Rouge in der Kategorie Bestes Make-up 2002. Ein weiteres Mal 2007 zusammen mit Vittorio Sodano für Apocalypto. Eine dritte Nominierung brachte ihm seine Arbeit an Il Divo 2010 ebenfalls mit Sodano ein. Zuletzt wurde er 2023 für Elvis zusammen mit Jason Baird und Mark Coulier nominiert. Signoretti und Sodano gewannen für nämlichen Film den David di Donatello 2009 in den Kategorien Bestes Hairstyling respektive Bestes Make-up. Im Jahr darauf konnte Signoretti mit Die Fahne der Freiheit diesen Erfolg wiederholen.

## Filme und Fernsehserien (Auswahl)
- 1988: Die letzte Versuchung Christi (The Last Temptation of Christ)
- 1990: Die Hure des Königs (La putain du roi)
- 1993: Cliffhanger – Nur die Starken überleben (Cliffhanger)
- 1994: Nur für Dich (Only You)
- 1995: Dolores (Dolores Claiborne)
- 1996: William Shakespeares Romeo + Julia (William Shakespeare's Romeo + Juliet)
- 2001: Moulin Rouge
- 2002: Gangs of New York
- 2003: Die Träumer (The Dreamers)
- 2004: Troja
- 2005: Königreich der Himmel (Kingdom of Heaven)
- 2005: Capote
- 2005: Rom (Rome, Fernsehserie)
- 2006: Apocalypto
- 2008: Il Divo
- 2010: Die Fahne der Freiheit (Noi credevamo)
- 2011: Borgia (Fernsehserie)
- 2012: Ich und Du (Io e te)
- 2013: La Grande Bellezza – Die große Schönheit (La grande bellezza)
- 2014: Hercules
- 2016: Zoolander 2
- 2018: Loro – Die Verführten (Loro)
- 2018: Werk ohne Autor
- 2019: Murder Mystery
- 2020: Auf alles, was uns glücklich macht (Gli anni più belli)
- 2020: The Book of Vision
- 2022: Elvis